# Dionís Renart i Garcia
Dionís Renart i Garcia (Barcelona, 23 de març de 1878 - ídem, 12 de febrer de 1946) fou un escultor i astrònom català.

## Biografia

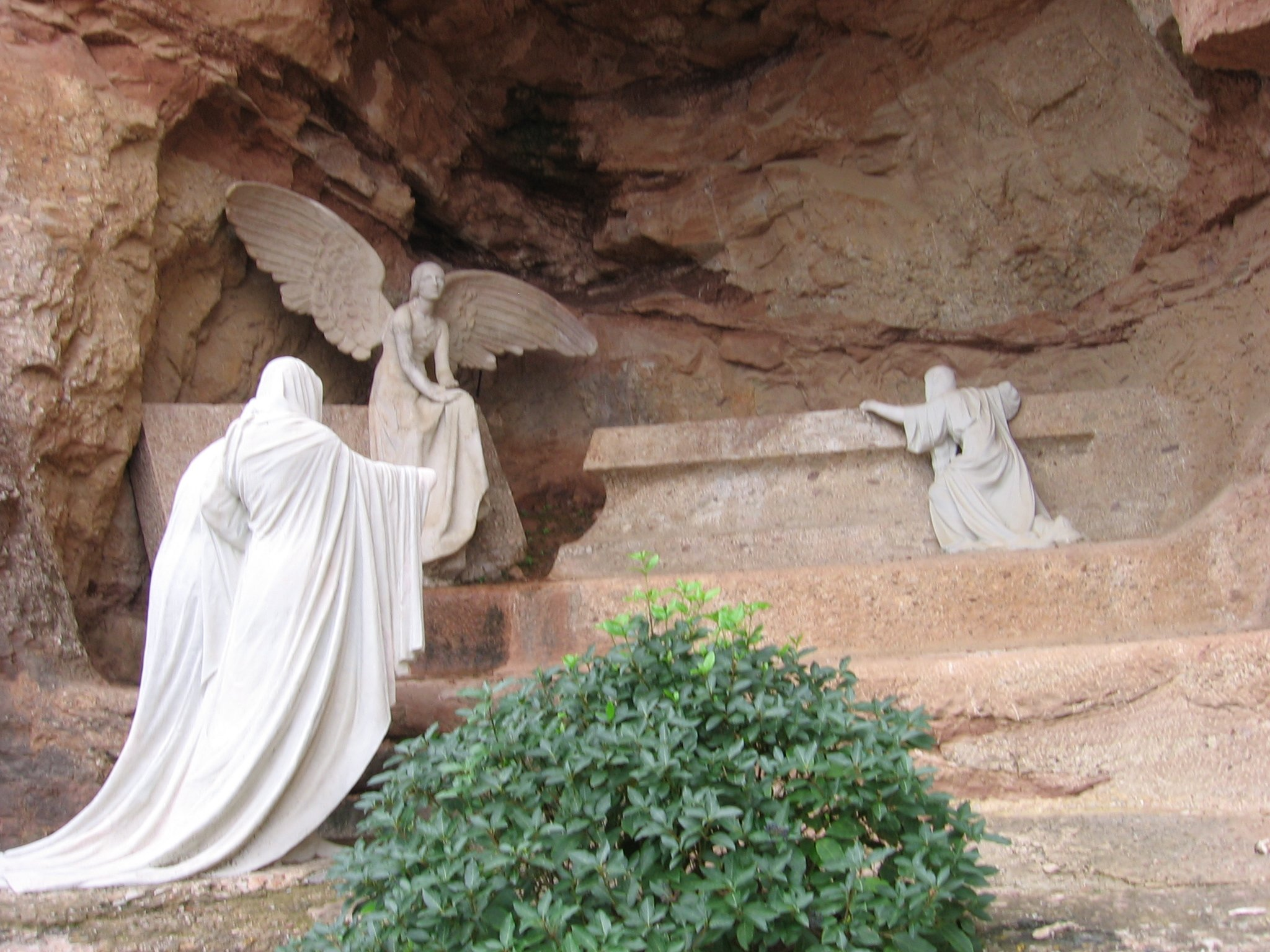
La Resurrecció de Jesús. Primer Misteri de Glòria del Rosari Monumental de Montserrat

Va néixer al carrer de la Palma de Sant Just de Barcelona, fill de Dionís Renart, natural de Tarragona, i d'Àngela Garcia, natural de Barcelona. i germà de Joaquim Renart i Garcia.
Format a l'Escola de la Llotja, treballà al taller de Josep Llimona. Participà en les exposicions de Belles Arts de Barcelona (Eva, 1911; La Raça, 1918)i Madrid (Al·legoria i Retrats, 1912).
Autor del grup Les Tres Maries de La Resurrecció de Jesús, al Primer Misteri de Glòria del Rosari Monumental de Montserrat, en el que treballà amb Antoni Gaudí i Josep Llimona. Treballà en obres d'art aplicat fent models de ceràmica, gerros, medalles i joies, seguint l'estil Art Nouveau. Fou escultor anatòmic de la Facultat de Medicina de Barcelona.
És l'autor de l'estàtua de Fra Cristóbal de Torres (1909), que presideix el claustre de la Universitat del Rosario, a Bogotà.
Sobresurt així mateix com a autor d'imatgeria religiosa. I com a col·laborador assidu del negoci familiar Renart i Cia.
Com a astrònom fou president de la secció lunar de la Societat Astronòmica de Barcelona, organitzador de l'Exposició d'Estudis Lunars de 1912 i autor d'un mapa en projecció estereogràfica de relleus lunars. Un recinte lunar porta el seu nom.